# Первое свидание Райли?
«Первое свидание Райли?» (англ. Riley’s First Date?) — компьютерно-анимационный короткометражный фильм 2015 года киностудий «Pixar» и режиссёра Джоша Кули. Премьера короткометражки состоялась 14 августа 2015 года на D23 Expo в Анахайме, в Калифорнии и был включен в домашний просмотр вместе с «Головоломкой». В данной короткометражке участвуют родители Райли и их эмоции, подозревающие, что Райли собирается на свидание с мальчиком по имени Джордан.

## Сюжет
Райли исполнилось 12 лет. Она отдыхает со своими родителями дома, пока к ним в гости не приходит школьный друг Райли — Джордан (показанный на короткое время в конце прошлой части). Родители Райли подозревают, что он зовёт их дочь на свидание, и начинают волноваться (а их эмоции — бьют тревогу).
Отец Райли, в силу своей недоверчивости, пытается выяснить, чем занимается Джордан, и запугивает его молчанием, однако тот не реагирует. Это злит отца, и он готов выгнать «наглеца» за дверь, пока Джордан наконец не признаётся, что играет на бас-гитаре в школьной рок-группе. Мужчина вспоминает, что в молодости тоже был рок-гитаристом, и замечает, что юноша разделяет его любовь к группе AC/DC. Тем временем Райли объясняет матери, что они с Джорданом идут на каток, куда придут и другие ребята. Узнав, что её друг остался наедине с папой, Райли, боясь опозориться, спускается вниз и видит, как они дурачатся, изображая игру на гитаре под песню AC/DC «Back in Black».
Райли и Джордан выходят гулять. Родители провожают их, делая вывод, что Джордан — «хороший мальчик», и испытывают ностальгию по поводу собственной любви.

## Создание
В течение последнего года производства «Головоломки» Pixar собрались вместе, чтобы обсудить короткую информацию о мультфильме. По словам Джоша Кули:

Нам было так весело с мальчиком в конце мультфильма, что я хотел поставить их в ситуации и посмотреть, что там будет. Я снимал «Первое свидание Райли?» так, как будто вы просто смотрели «Головоломку» подольше.
Оригинальный текст (англ.)We had so much fun with the boy at the end of the movie that I wanted to put them in a situation and see what would happen there. I treated Riley’s First Date? as if you were just watching more of Inside Out.
— Джош Кули

«Первое свидание Райли?» был сделан примерно через десять месяцев, используя те же модели персонажей и декорации.